# Milan-San Remo 1974
L'édition 1974 de la course cycliste Milan-San Remo a été remportée en solitaire par l'Italien Felice Gimondi, champion du monde en titre.

## Classement final
|    | Cycliste           | Pays     | Équipe                         | Temps           |
| -- | ------------------ | -------- | ------------------------------ | --------------- |
| 1  | Felice Gimondi     | Italie   | Bianchi                        | 6 h 46 min 16 s |
| 2  | Eric Leman         | Belgique | M.I.C.-De Gribaldy-Ludo        | + 1 min 53 s    |
| 3  | Roger De Vlaeminck | Belgique | Brooklyn                       | + 1 min 54 s    |
| 4  | Franco Bitossi     | Italie   | Scic                           | + 1 min 55 s    |
| 5  | Enrico Paolini     | Italie   | Scic                           | + 2 min 05 s    |
| 6  | Marino Basso       | Italie   | Bianchi                        | + 2 min 05 s    |
| 7  | Walter Godefroot   | Belgique | Carpenter-Confortluxe-Flandria | + 2 min 05 s    |
| 8  | Frans Verbeeck     | Belgique | Watney-Maes                    | + 2 min 05 s    |
| 9  | Freddy Maertens    | Belgique | Carpenter-Confortluxe-Flandria | + 2 min 05 s    |
| 10 | Jaime Huélamo      | Espagne  | KAS-Kaskol                     | + 2 min 05 s    |